# Schiltberg
Schiltberg település Németországban, azon belül Bajorországban. Lakosainak száma 2014 fő (2023. december 31.).

## Népesség
A település népessége az elmúlt években az alábbi módon változott:
| Lakosok száma | 454  | 605  | 1503 | 1637 | 1872 | 1887 | 1950 | 1948 | 2014 | 2014 |
|               | 1864 | 1925 | 1970 | 1987 | 2012 | 2013 | 2015 | 2017 | 2021 | 2023 |